# Mentzelia albescens
Mentzelia albescens är en brännreveväxtart som först beskrevs av John Gillies och Arn, och fick sitt nu gällande namn av Wilhelm Guillermo Gustav o Franz Francis Herter. Mentzelia albescens ingår i släktet Mentzelia och familjen brännreveväxter. Inga underarter finns listade i Catalogue of Life.